# 向前走 (單曲)
《向前走》（日語：歩いていこう）是日本組合生物股長的第21張單曲，於2011年11月23日由Epic Records Japan Inc.發行。

## 概要
本作跟前作《開心大笑/NEW WORLD MUSIC》相隔4個月發售，是生物股長在2011年發行的第2張單曲。單曲在初回期間附有「生物卡片025」以及「2012年演唱會門票預約指南」。
單曲發行前，A面曲《向前走》電話鈴聲片段（着うた）先於2011年11月2日開放在網上下載，後於11月9日起完整電話鈴聲（着うたフル）和完整電話鈴聲+（着うたフルプラス）亦開始開放下載。11月29日，生物股長憑這首歌獲得RIAJ付費音樂下載榜首位，是組合自2年前的《YELL》再次獲得此排行榜首位。
2011年10月29日，生物股長於演唱會「東日本大震災復興祭2011～為孩子們的未來～」上，首次公開表演當時的新歌《向前走》。組合亦有於《MUSIC STATION》、《Coming Soon!!》等音樂節目宣傳單曲。

## 歌曲
單曲收錄了兩首歌曲，分別A面曲《向前走》（歩いていこう）及B面曲《my rain》。另外，單曲也收錄了B面曲的純音樂版本，組合上一張收錄了B面曲純音樂版本的單曲已是2008年的《想回去了啊》。《my rain》是成員山下穗尊新製作的歌曲，是他相隔5張單曲再有歌曲被用作B面曲。
《向前走》是TBS系列電視連續劇《Runaway〜為了摯愛的你》的主題曲。雖然這首歌是為電視劇而寫，但水野良樹寫這首歌時卻幾乎完全不知道這套電視劇的內容。另外，歌名「向前走」和劇名「Runaway」的意思完全相反，讓他感到過意不去。
這首歌的音樂影片（PV）由三木孝浩執導，內容風格模仿電影的預告片。PV以虛構電影《向前走》的預告片為主題，因此有顧及到字幕、台詞和攝製人員名單等細節。另外，生物股長在「預告片」中飾演本人登場。
2011年12月31日，生物股長於第62回NHK紅白歌合戰演唱了《向前走》，演唱期間的收視率在全體歌手中排第三，紅組中則是第一（45.2%）。
關於《my rain》，山下指雖然雨給人的感覺多很負面，但是或許會有喜歡雨的人，並以此為構想寫下了這首歌。因此《my rain》是一首輕快的歌曲。

## 歌曲列表
| CD   | CD                     | CD       | CD       | CD   |
| 曲序 | 曲目                   | 词曲     | 编曲     | 时长 |
| ---- | ---------------------- | -------- | -------- | ---- |
| 1.   | 向前走                 | 水野良樹 | 本間昭光 | 6:02 |
| 2.   | my rain                | 山下穗尊 | 本間昭光 | 4:25 |
| 3.   | 向前走 -instrumental-  | －       | －       |      |
| 4.   | my rain -instrumental- | －       | －       |      |

## 外部連結
- 生物股長官方網站（日語）
- Sony Music（日語）